# Johannes Erritzøe
Johannes Erritzøe (* 4. April 1934 in Faaborg, Dänemark) ist ein dänischer Ornithologe, Präparator, Vogelillustrator und Autor.

## Leben
Erritzøe ist der Sohn von Per B.und Ellen Erritzøe, geborene Pyndt. Sein Vater war Pastor. Nach seiner Ausbildung im Zoologischen Museum der Universität Kopenhagen eröffnete Johannes Erritzøe 1954 ein eigenes Präparationsgeschäft. Da die damalige Nachfrage nach Tierpräparaten in Schulen und Museen oft sehr hoch war, entwickelte sich Erritzøes Betrieb mit seinen sieben Mitarbeitern, der sogar internationale Aufträge erfüllte, Anfang der 1960er Jahre zum größten seiner Art in ganz Dänemark. In den 1960er Jahren unternahm Erritzøe wissenschaftliche Exkursionen nach Griechenland, in die Türkei und nach Afrika. 1969 gab er das Geschäft auf und ging nach Deutschland. Er wurde Leiter des zur damaligen Zeit führenden deutschen Spezialisten für zoologische Präparation und Dermaplastik, die Firma Peters Tierpräparation in Hamm, wo vor allem Großwildjäger die wichtigsten Kunden waren. 1973 zog Erritzøe nach Sønderjylland, wo er gemeinsam mit seiner deutschstämmigen Frau Helga Boullet Erritzøe, die selbst als Autorin und Illustratorin tätig ist, den Beruf als Präparator fortsetzte. 1974 zählte Erritzøe zu den drei Gründern der Dänischen Zoologischen Konservatorenvereinigung, wo er zwölf Jahre lang das Amt des Vizepräsidenten bekleidete. Erritzøe war einige Jahre Vorstandsmitglied der Lokalabteilung Sønderjylland der Dansk Ornitologisk Forening. Für die Zeitschrift dieser Vereinigung war er von 2000 bis 2012 als Redakteur in der Rubrik „Buchneuerscheinungen“ zuständig. Erritzøe ist Mitglied in 23 internationalen ornithologischen Organisationen, darunter in der British Ornithologists’ Union, in der American Ornithologists’ Union, bei Birdlife Australia und seit 1965 in der Deutschen Ornithologen-Gesellschaft. Seit 2001 ist Erritzøe wissenschaftlicher Mitarbeiter am University of Alaska Museum. 2003 erhielt er für seine Verdienste in der Vogelforschung die Ehrendoktorwürde der University of Alaska Fairbanks.
Erritzøe ist Autor von rund 55 wissenschaftlichen Artikeln und fünf Büchern, darunter The Birds of CITES and How to Identify Them (1993) und Pittas of the World (1998), die beide von ihm selbst und seiner Frau illustriert wurden, sowie Working Bibliography of Cuckoos and Turacos of the World (2000), The Ornithologist’s Dictionary or Ornithological and Related Technical Terms For Layman and Expert (2007) und Cuckoos of the World (2012). Letzteres wurde von Martin Woodcock und Richard Allen illustriert und von der britischen Zeitschrift Birdwatch zum Birdbook of the Year gekürt. 2004 verfasste er das Kapitel über die Familie der Pittas (Pittidae) im Handbook of the Birds of the World. Erritzøes wissenschaftliche Artikel beschäftigen sich beispielsweise mit den Geschlechterunterschieden in der Verbreitung von Waldohreulen während der Wintermonate in Dänemark und in den benachbarten Ländern, mit der Untersuchung von 1000 Haussperlingsbälgen, die während der 1960er Jahre in verschiedenen Jahreszeiten gesammelt wurden, mit der Untersuchung von Vögeln, die bei Verkehrsunfällen getötet wurden, sowie mit einem Geschlechtswechsel bei einem weiblichen Pfau.